# أوستين دبليو. إرفين
أوستين دبليو. إرفين (بالإنجليزية: Austin W. Erwin)‏ هو محامي وسياسي أمريكي، ولد في 26 أبريل 1887، وتوفي في 14 أغسطس 1965 في الولايات المتحدة. حزبياً، نشط في الحزب الجمهوري. وقد انتخب عضو مجلس ولاية نيويورك.